# Mylius (Adelsgeschlecht)
Mylius ist der Name eines alten, zu den adeligen „Patriciaten“ der ehemals Freien und Reichsstadt Köln gehörigen Geschlechts, das bedeutende Stadtämter innehatte und 1775 in den Reichsfreiherrenstand erhoben wurde.

## Geschichte
Der Kaiserliche Hauptmann in Arnheim Arnold Mylius wurde von Kaiser Maximilian I. am 2. März 1512 zu Trier in den Reichsadelsstand erhoben. Ebenso geadelt wurde zu Regensburg am 14. Februar 1654 der Bürgermeister von Köln Hermann Mylius. Dessen Sohn Hermann von Mylius, ebenfalls Bürgermeister von Köln, bekam am 8. März 1698 aus Wien die Reichsadelsbestätigung mit Wappenbesserung.

## Bekannte Familienmitglieder
- Johann Heinrich Arnold von Mylius (1709–1774), Bürgermeister von Köln mit sieben Amtszeiten von 1754 bis 1773
- Caspar Josef Carl von Mylius (1749–1831), österreichischer Feldmarschalleutnant
- Karl Josef von Mylius (1778–1838), Senatspräsident beim Appellationsgerichtshof und Oberbürgermeister von Köln
- Karl von Mylius (1818–1893), Rittergutsbesitzer und Politiker
- Eberhard von Mylius (1813–1861), deutscher Jurist, Politiker und Mitglied der Frankfurter Nationalversammlung
- Ulrich von Mylius (1896–1974), Landrat im Kreis Jülich

## Wappen
- Das Stammwappen zeigt in Blau ein silbernes Mühleisen, auf dem ein schwarzes Passionskreuz steht, um das sich eine silberne Schlange windet. Auf dem Helm mit blau-silbernen Decken ein wachsender Arm in silbernem Ärmel mit blauem Umschlag, in der Hand ein schwarzes Kreuz emporhaltend.
- Das Freiherrliche Wappen von 1775 und 1898 hat den Schild des Stammwappens. Auf dem Helm mit rechts blau-silbernen und links schwarz-silbernen Decken fünf im Wechsel blau und silberne Straußenfedern.[1]

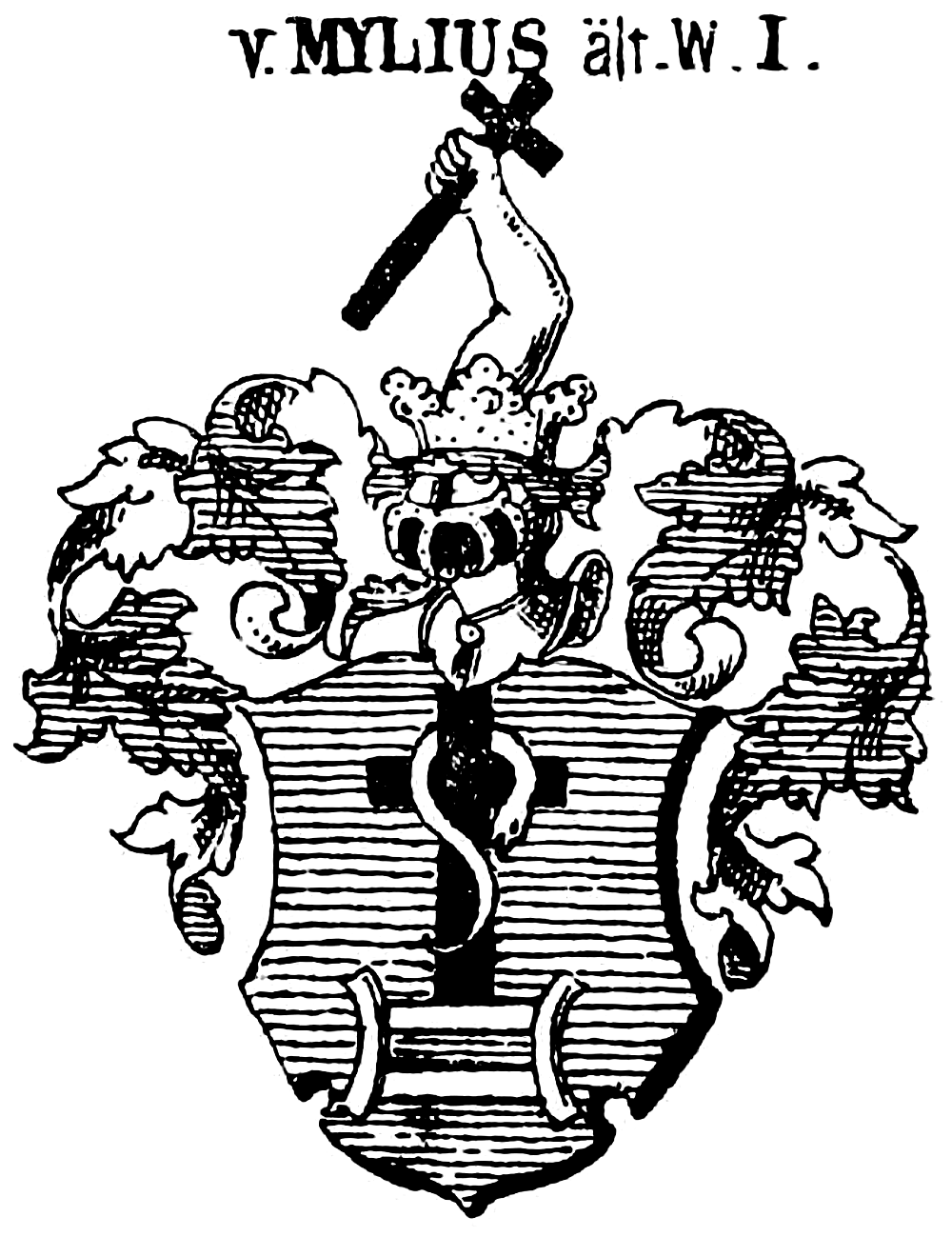
Stammwappen in Siebmachers Wappenbuch 1886
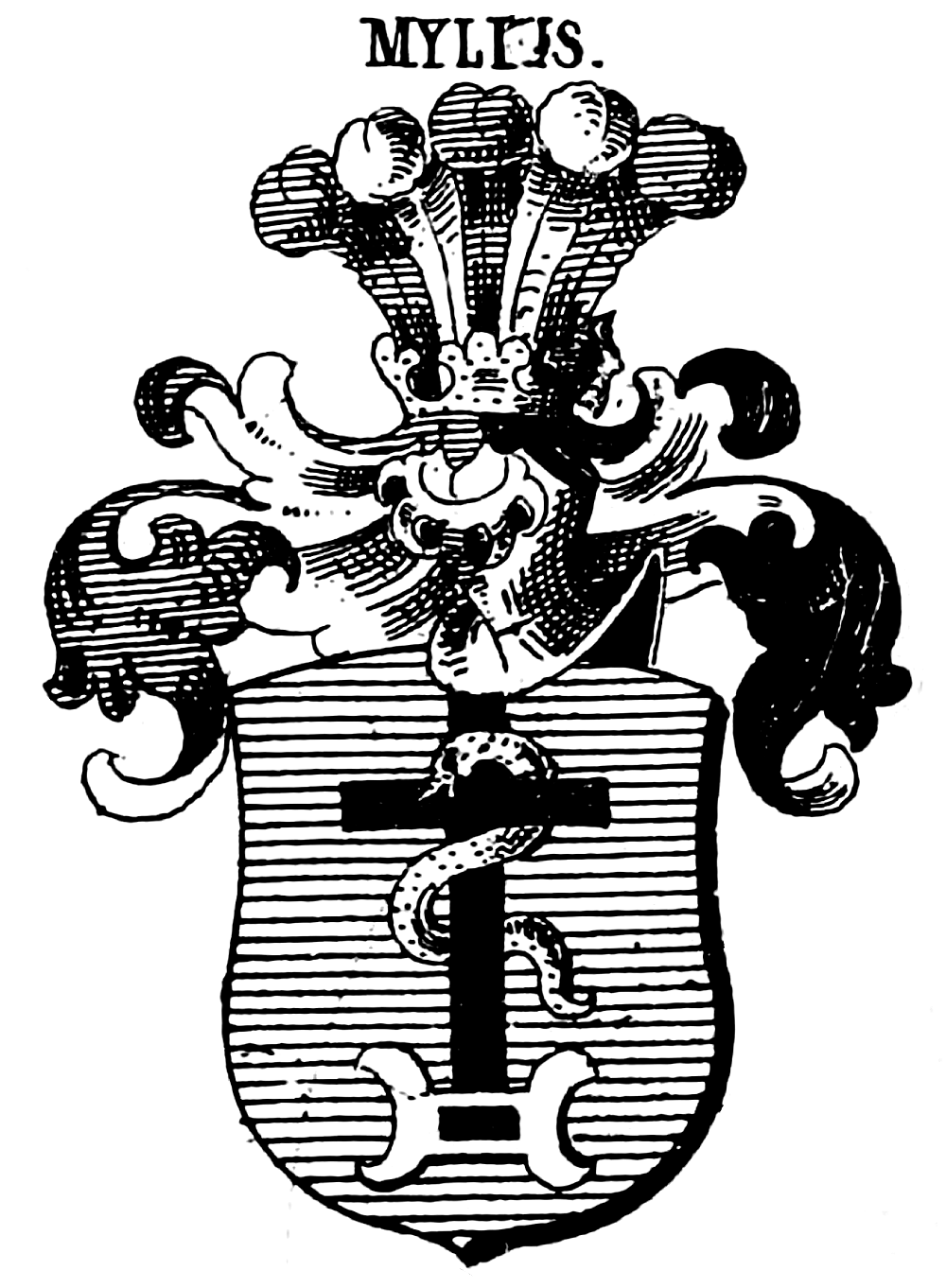
Freiherrnwappen von 1775 in Siebmachers Wappenbuch 1857
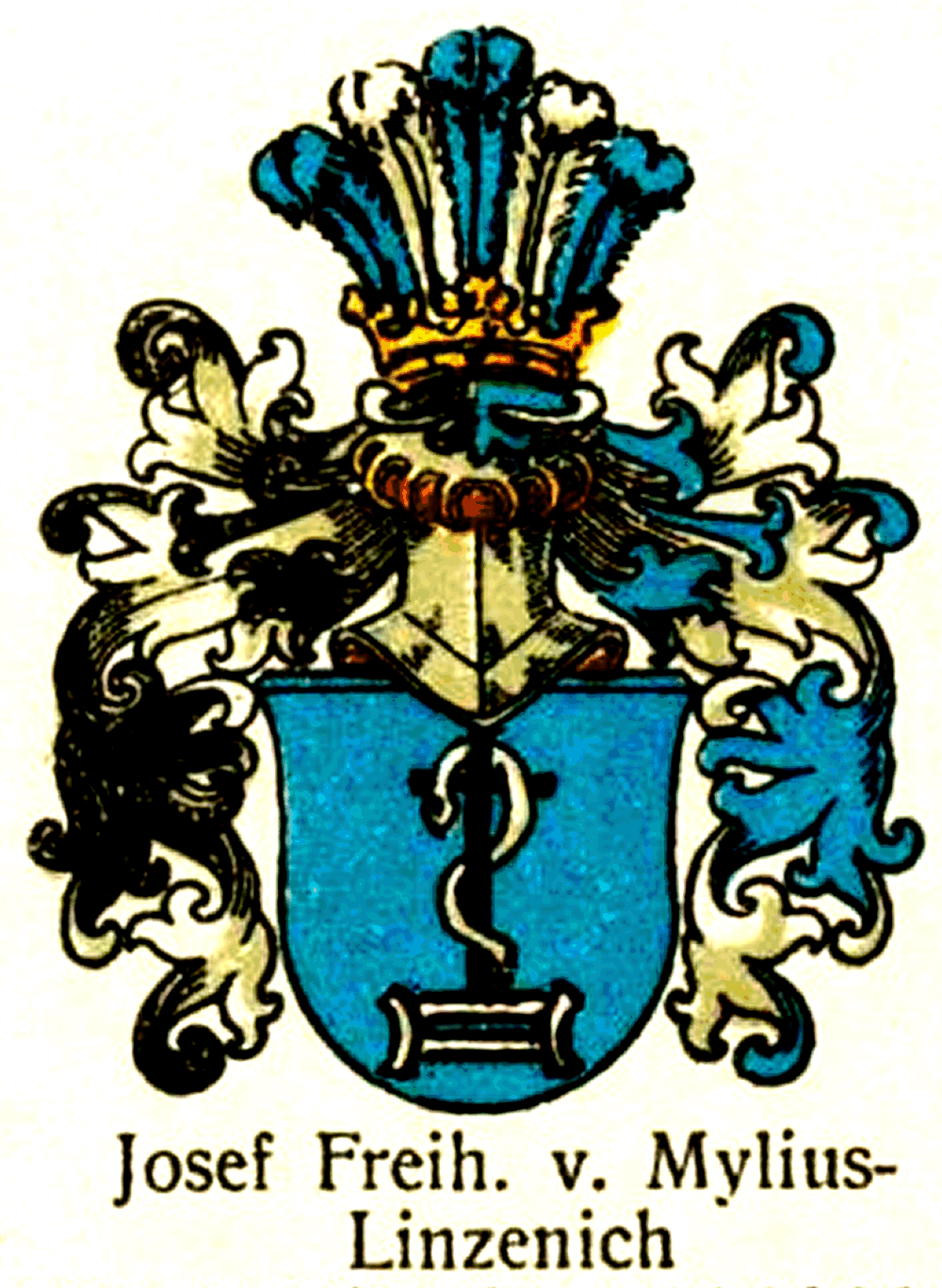
Freiherrnwappen nach Adolf Matthias Hildebrandt